# Rete sociale

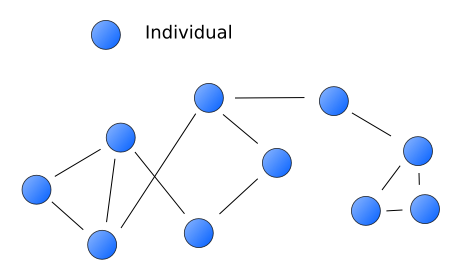
Schema di rete sociale

Una rete sociale  è una struttura sociale costituita da soggetti sociali (come individui o organizzazioni) all'interno delle quali vi sono legami diadici, ed altre interazioni sociali tra i soggetti interessati. L'espressione, soprattutto della lingua inglese (social network) denota anche le piattaforme informatiche sociali.

## Evoluzione storica e sociale
La diffusione del web e del termine «rete sociale» ha creato dall'inizio del XXI secolo alcune ambiguità di significato. La rete sociale è infatti storicamente, in primo luogo, una rete fisica. Rete sociale è, ad esempio, una comunità di lavoratori, che si incontrano nei relativi circoli dopolavoristici e che costituisce una delle associazioni di promozione sociale. Esempi di reti sociali sono inoltre le comunità di sportivi, attivi o sostenitori di eventi, le comunità unite da problematiche strettamente lavorative e di tutela sindacale del diritto nel lavoro, le confraternite e in generale le comunità basate sulla pratica comune di una religione e il ritrovo in chiese, templi, moschee, sinagoghe e altri luoghi di culto. Una rete sociale si può inoltre basare su un comune approccio educativo come nello scautismo, o nel pionierismo, di visione sociale, come nelle reti segrete della carboneria e della massoneria. Jōichi Itō suggerisce inoltre che il concetto di rete sociale sia cruciale per quella che egli chiama «democrazia emergente» — il collegamento vitale tra la rete creativa di al più una dozzina di persone, le reti di potere create da religione, lingua, tribù e legami di parentela.

## Descrizione
L'analisi delle reti sociali, ovvero la loro mappatura e misurazione, può essere condotta con un formalismo matematico usando la teoria dei grafi; in generale, il corpus teorico ed i modelli usati per lo studio delle reti sociali sono compresi nella cosiddetta analisi delle reti sociali. I legami vanno dalla conoscenza casuale, ai rapporti di lavoro, ai vincoli familiari e anche a legami di amicizia. Le reti sociali sono spesso usate come base di studi interculturali in sociologia, in antropologia, in etologia.
La ricerca condotta nell'ambito di diversi approcci disciplinari ha evidenziato come le reti sociali operino a più livelli (dalle famiglie alle comunità nazionali) e svolgano un ruolo cruciale nel determinare le modalità di risoluzione di problemi e i sistemi di gestione delle organizzazioni, nonché le possibilità dei singoli individui di raggiungere i propri obiettivi.

### Misurazione e calcolo
Il numero di Dunbar, conosciuto anche come la regola dei 150, afferma che le dimensioni di una rete sociale in grado di sostenere relazioni stabili sono limitate a circa 150 membri.
Questo numero è stato calcolato attraverso studi di sociologia e soprattutto di antropologia, in relazione alla dimensione massima di un villaggio. Nella psicologia evoluzionista viene teorizzato che il numero potrebbe costituire una sorta di limite per l'abilità media degli esseri umani di riconoscere dei membri e tenere traccia degli avvenimenti emotivi di tutte le persone di un gruppo. Altre spiegazioni poggiano su valutazioni più economiche e al bisogno dei gruppi di individuare gli elementi parassitari o disfunzionali, in quanto gruppi più grandi tenderebbero a facilitare la presenza di ingannatori o bugiardi.

### Densità
Una rete sociale, esprimibile sempre mediante un grafo, è caratterizzata da una sua propria densità. Se con i nodi di un determinato grafo si identificano gli individui e con gli archi i legami che tra di essi si instaurano, allora la densità di una rete può rendere un'idea di quanto sia efficiente l'interscambio relazionale tra i vari elementi della rete stessa. Se tutti gli elementi della rete instaurassero tra loro dei legami allora le densità della rete sarebbe pari ad uno, diversamente, nel caso in cui gli elementi della rete non comunicassero tra loro, la densità della rete sarebbe pari a zero (assenza di comunicazione/relazione).
L'analisi delle reti sociali ha evidenziato come la struttura e la densità contribuiscano a determinarne la potenziale utilità per i singoli individui. Le reti piccole e dense possono infatti talvolta rivelarsi meno utili di reti più ampie e con la presenza di legami deboli. Queste ultime si presterebbero infatti di più allo scambio di nuove idee e opportunità, favorendo in questo modo i processi di innovazione.

## Le piattaforme sociali informatiche
La versione di Internet delle reti sociali (Social media) è una delle forme più evolute di comunicazione in rete, ed è anche un tentativo di violare la «regola dei 150». La rete delle relazioni sociali che ciascuno di noi tesse ogni giorno, in maniera più o meno casuale, nei vari ambiti della nostra vita, si può così «materializzare», organizzare in una mappa consultabile, e arricchire di nuovi contatti.